# Peter Herrmann (compositeur de musique de film)
Peter "Pezi" Herrmann (né le 8 novembre 1948) est un compositeur de musique de films autrichien.

## Biographie
Peter Herrmann est le fondateur et guitariste rythmique de Gorilla Gang.
Il participe à de nombreux projets avec Helmut Zenker : Kottan ermittelt (de), Hans Krankl, Tohuwabohu (de)...
Herrmann est le guitariste du groupe qui accompagne Alfred Dorfer dans ses spectacles et dans Dorfers Donnerstalk (de).

## Filmographie
Avec Lothar Scherpe, Peter Herrmann écrit de nombreuses musiques de films et de télévision.
Cinéma
- 1993 : Muttertag
- 1995 : Freispiel
- 1997 : Qualtingers Wien
- 1998 : Hinterholz 8
- 1999 : Wanted
- 2003 : MA 2412 – Die Staatsdiener
- 2003 : Ravioli (de)

Télévision
- 1998–2002 : MA 2412
- 2005 : Larmes d'avenir (Mutig in die neuen Zeiten 1) (TV)
- 2006 : Pas de vagues (Mutig in die neuen Zeiten 2) (TV)
- 2008 : Alles anders (Mutig in die neuen Zeiten 3) (TV)
- 2009 : Tatort: Baum der Erlösung (de)

## Source de la traduction
- (de) Cet article est partiellement ou en totalité issu de l’article de Wikipédia en allemand intitulé « Peter Herrmann (Filmkomponist) » (voir la liste des auteurs).